# ブライト病
ブライト病（ブライトびょう）は、腎臓に起こった炎症性病変をさし、腎臓炎ともいう。 1827年リチャード・ブライトは、タンパク尿と浮腫を腎臓の組織異常と関連づけて、ブライト病を記載し、泌尿器科的疾患とは異なった腎臓疾患があることを明らかにした。
急性または慢性腎炎として記述されている腎臓疾患の歴史的な分類。
浮腫とアルブミン尿が特徴で、しばしば高血圧と心臓病を伴う。